# 에드워즈 공군기지
에드워즈 공군 기지(Edwards Air Force Base)는 모하비 사막의 서쪽 끝에 있는 앤텔로프 계곡에 있는 미국 공군 기지로, 캘리포니아주 로스앤젤레스군, 컨 군과 샌 버나디노 군 경계에 걸쳐 있다. 캘리포니아 노스 에드워즈의 중심 업무 지구에서 남서쪽으로 11km, 로자먼드에서 동쪽으로 11km 떨어져 있다.
기지 이름은 1948년 6월 5일 기지 북서쪽에서 노스럽 YB-49을 시험하던 중 5명의 동료와 함께 전사한 미 공군 테스트 파일럿인 글렌 에드워즈를 기려 명명되었다.

## 사진

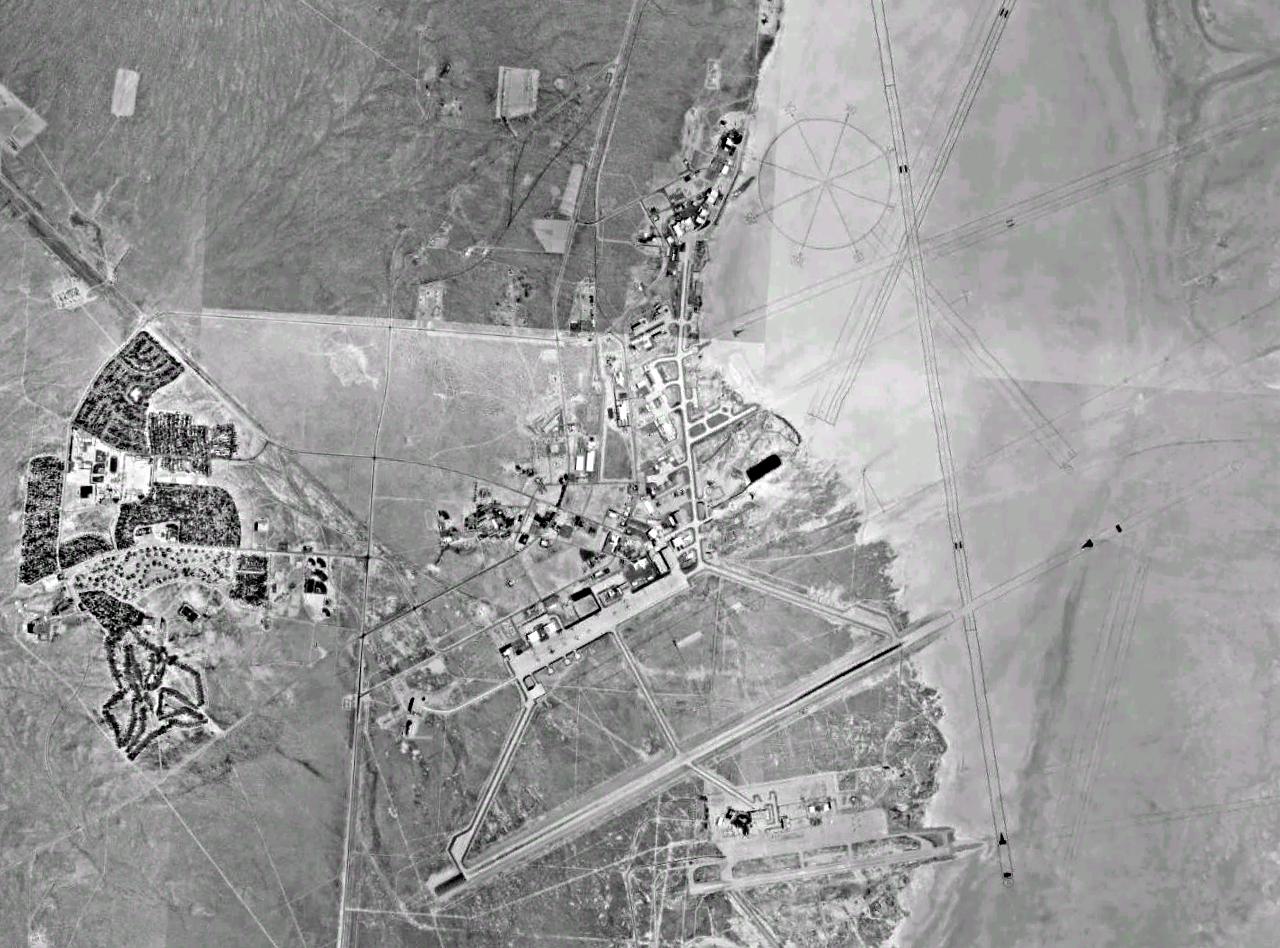
딱딱하게 마른 로저 호수까지 뻗어 있는 활주로가 보이는 본부 기지 항공사진
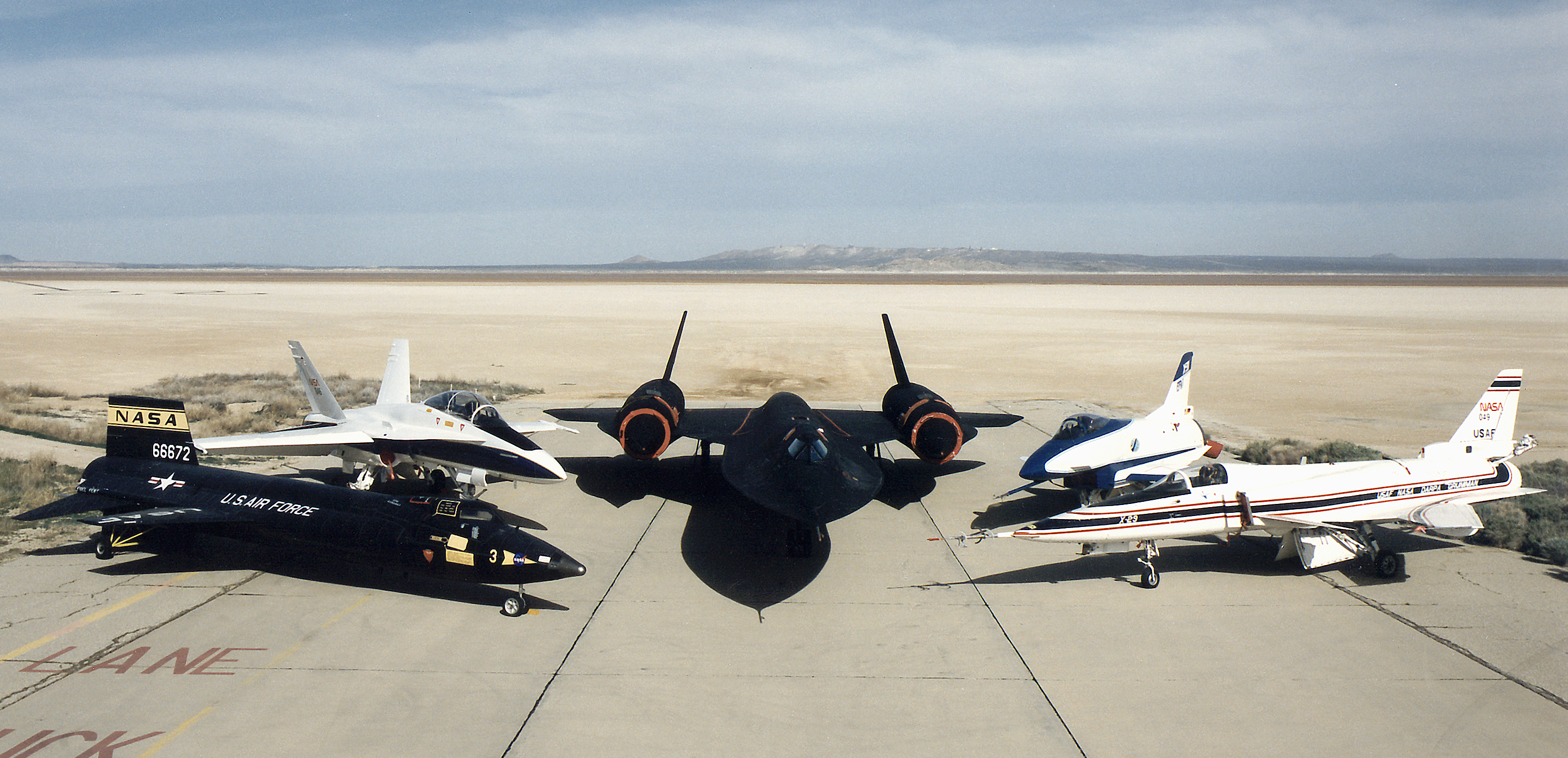
드라이던 전투기 연구소 편대
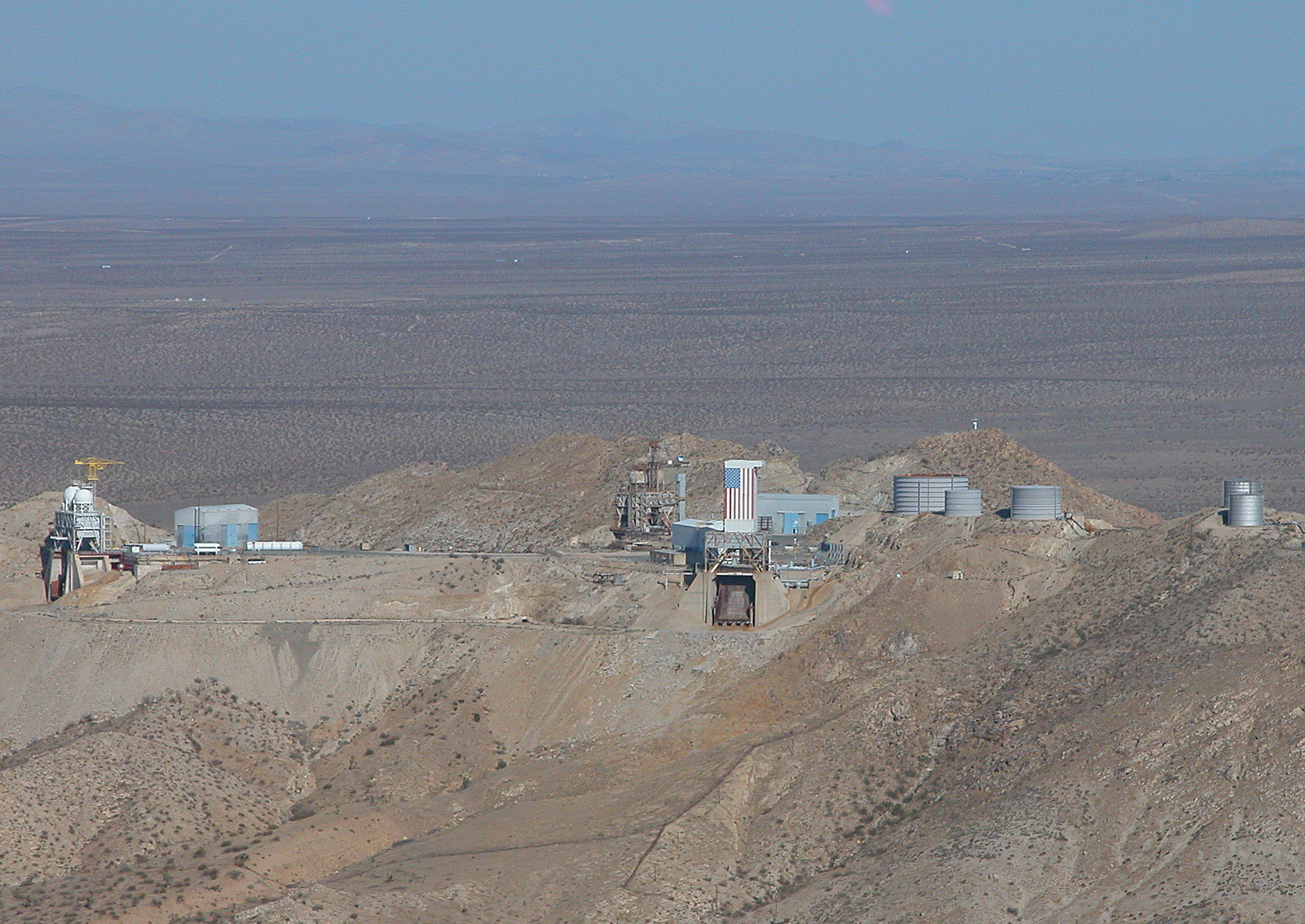
에드워즈 공군 기지 연구소에 있는 로켓 실험 장소
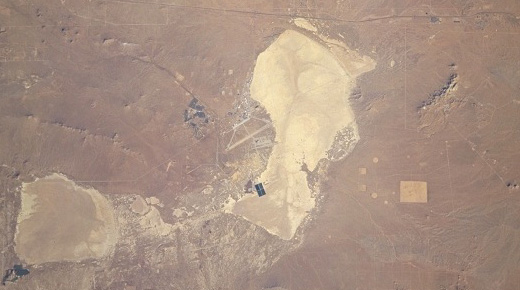
기지의 위성 사진
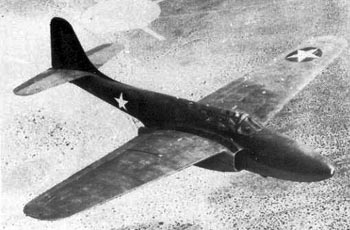
미국 제트 비행기 시대의 P-59
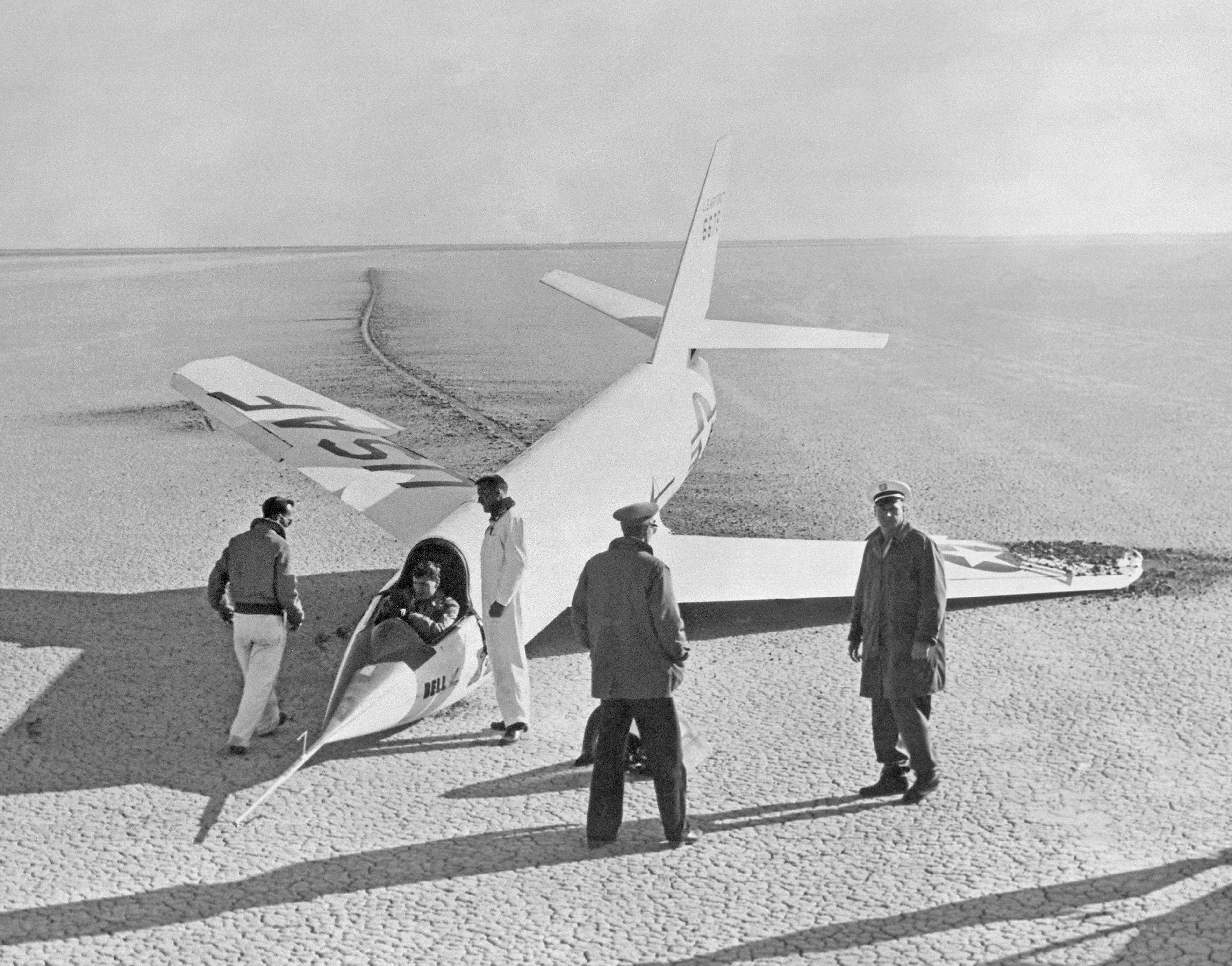
1952년, 호수 바닥에 불시착한 X-2
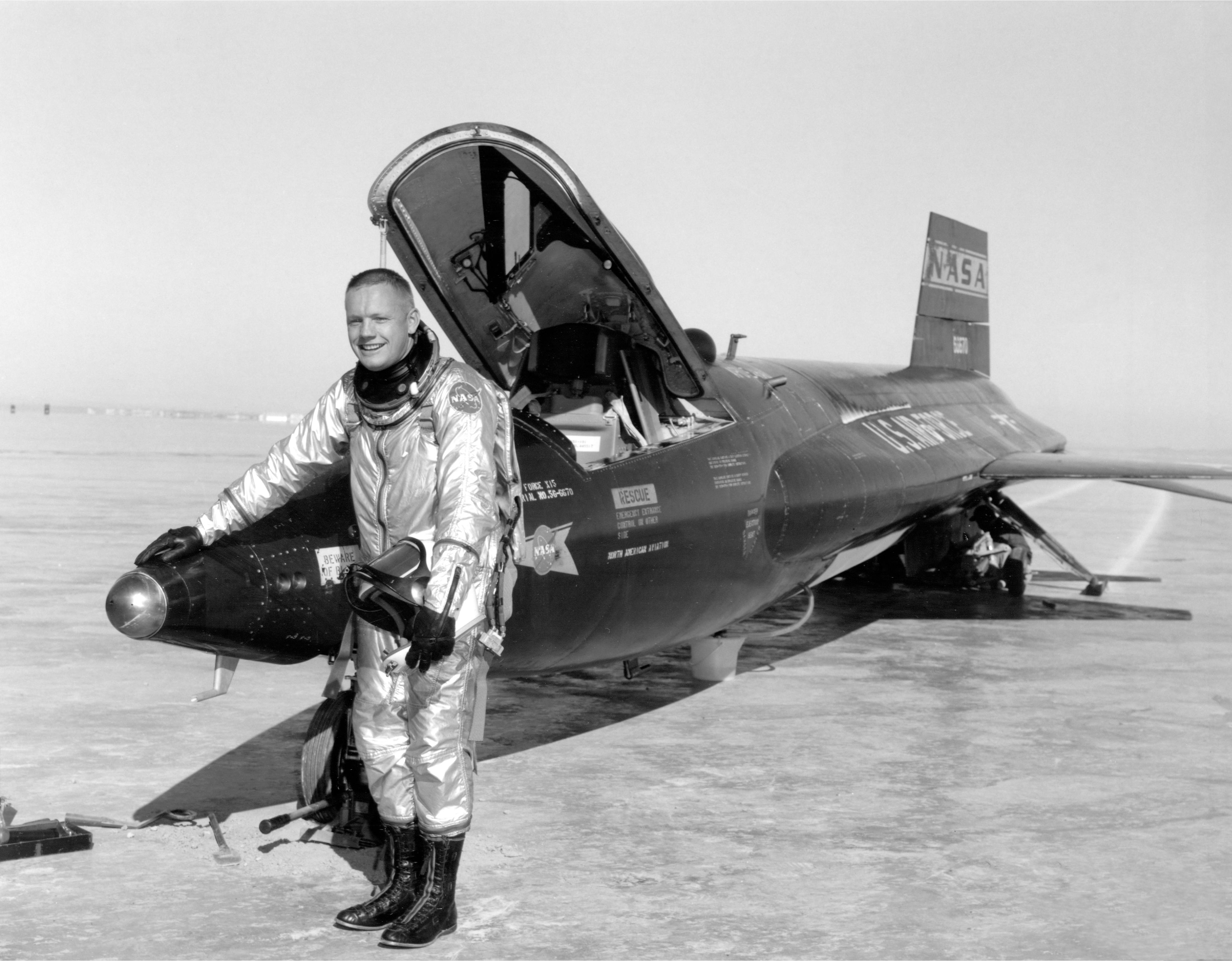
닐 암스트롱과 X-15
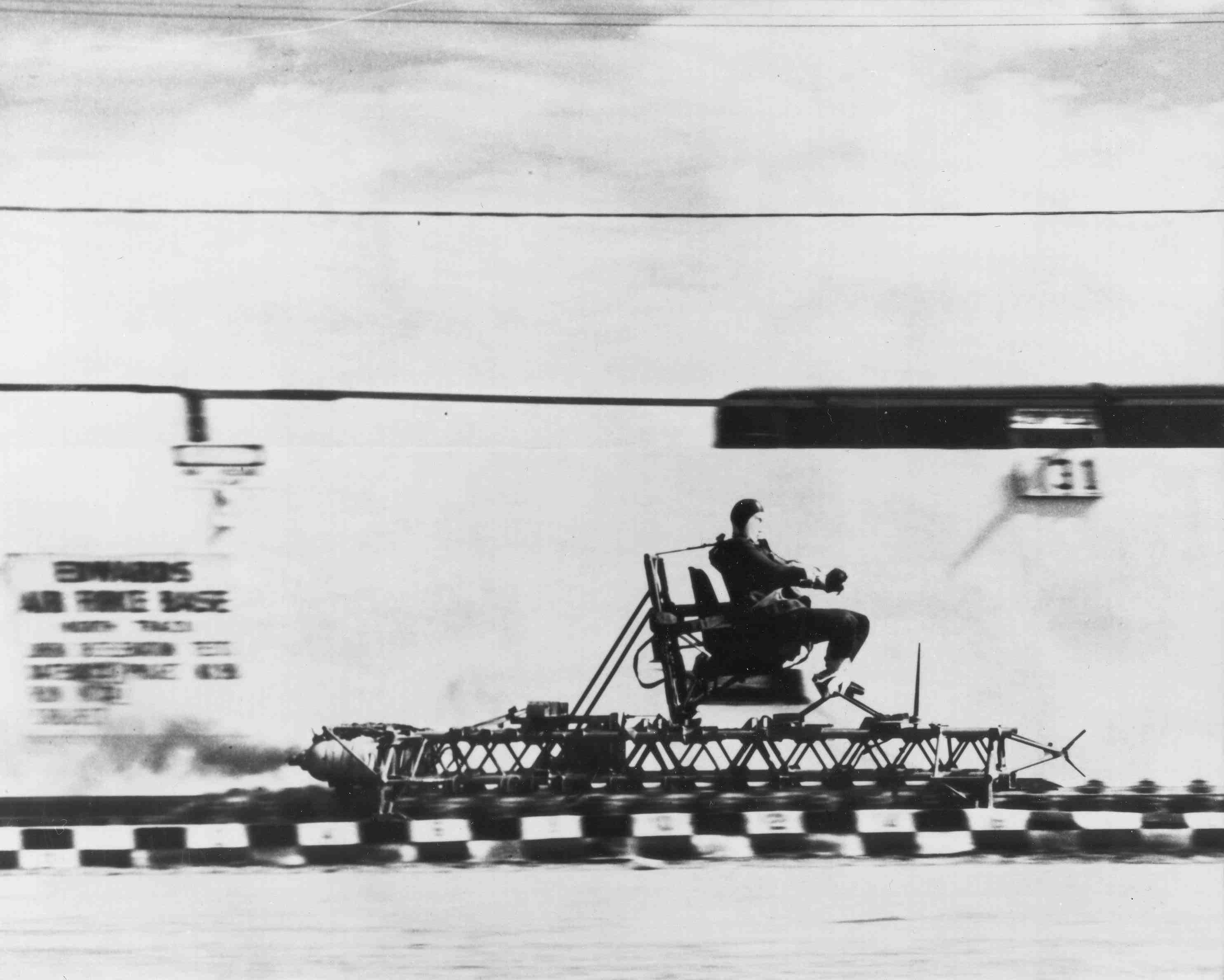
존 스탭 중령이 로켓을 장착한 썰매 “지 위즈”를 타는 모습
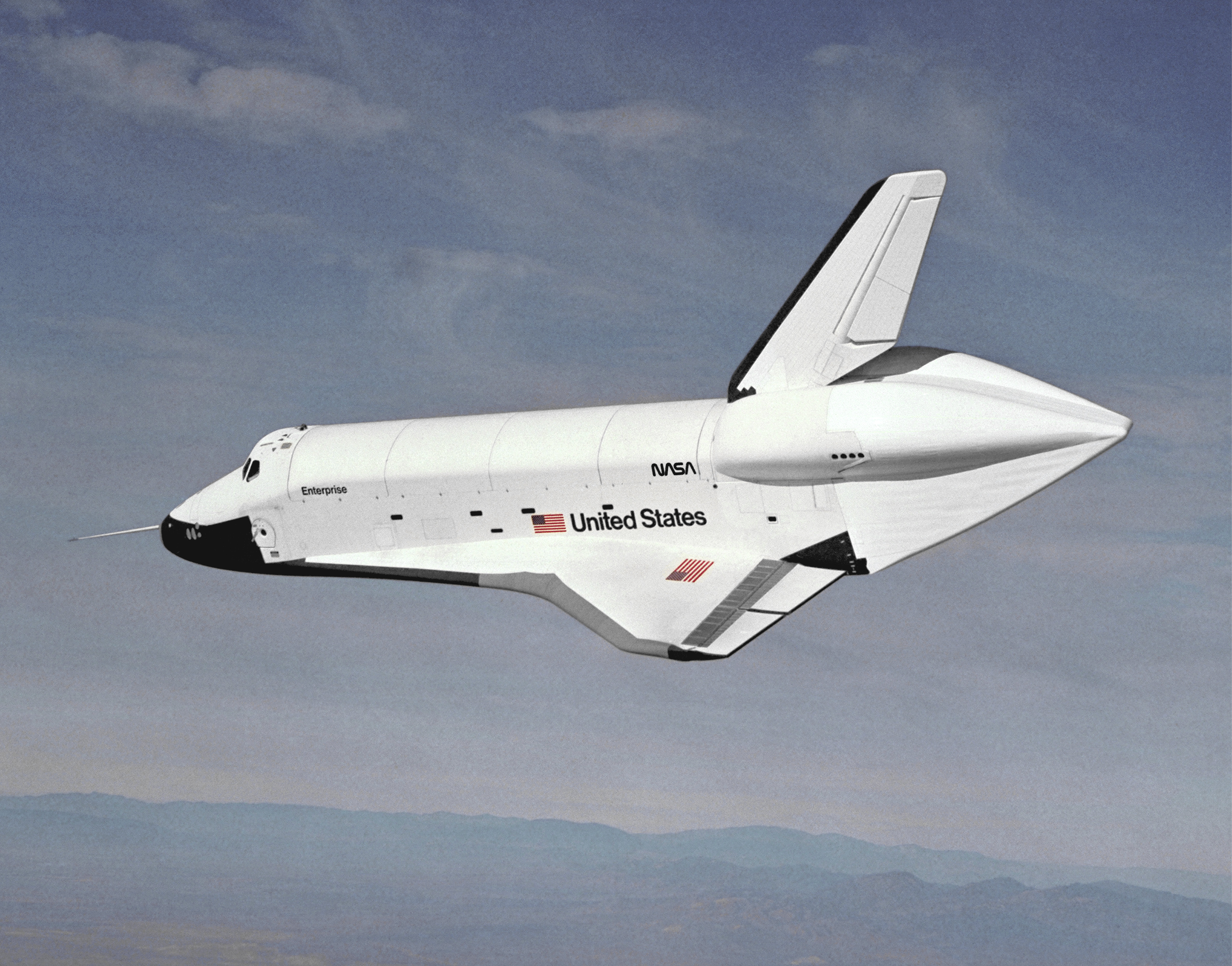
1981년 4월 14일 에드워즈 공군 기지에 컬럼비아 우주왕복선이 착륙하는 모습
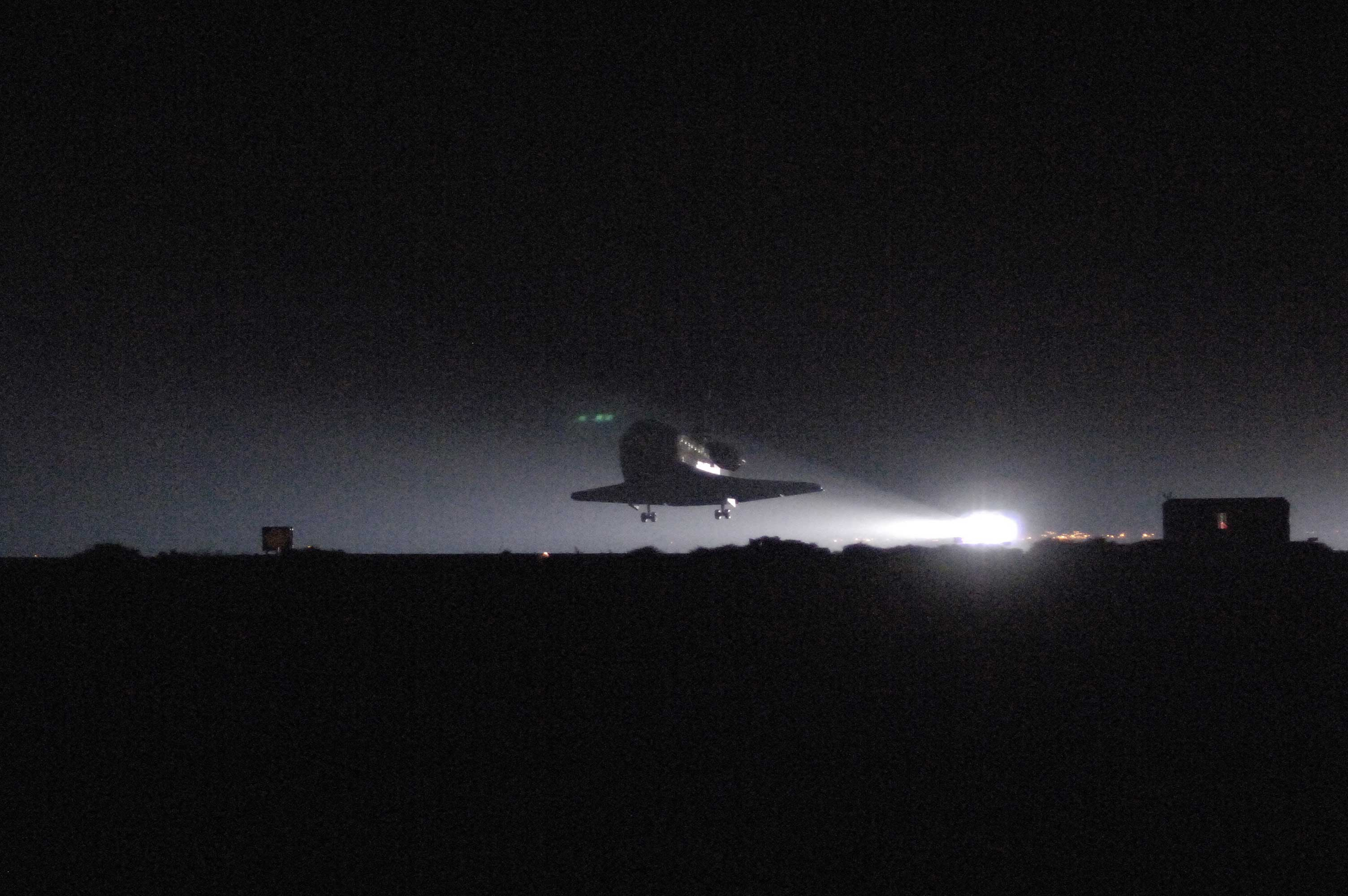
엔터프라이즈 우주왕복선이 에드워즈 기지 상공을 시험 비행하고 있다.
- 2005년 8월 9일, 디스커버리 우주왕복선이 에드워즈 기지에 착륙하고 있다.
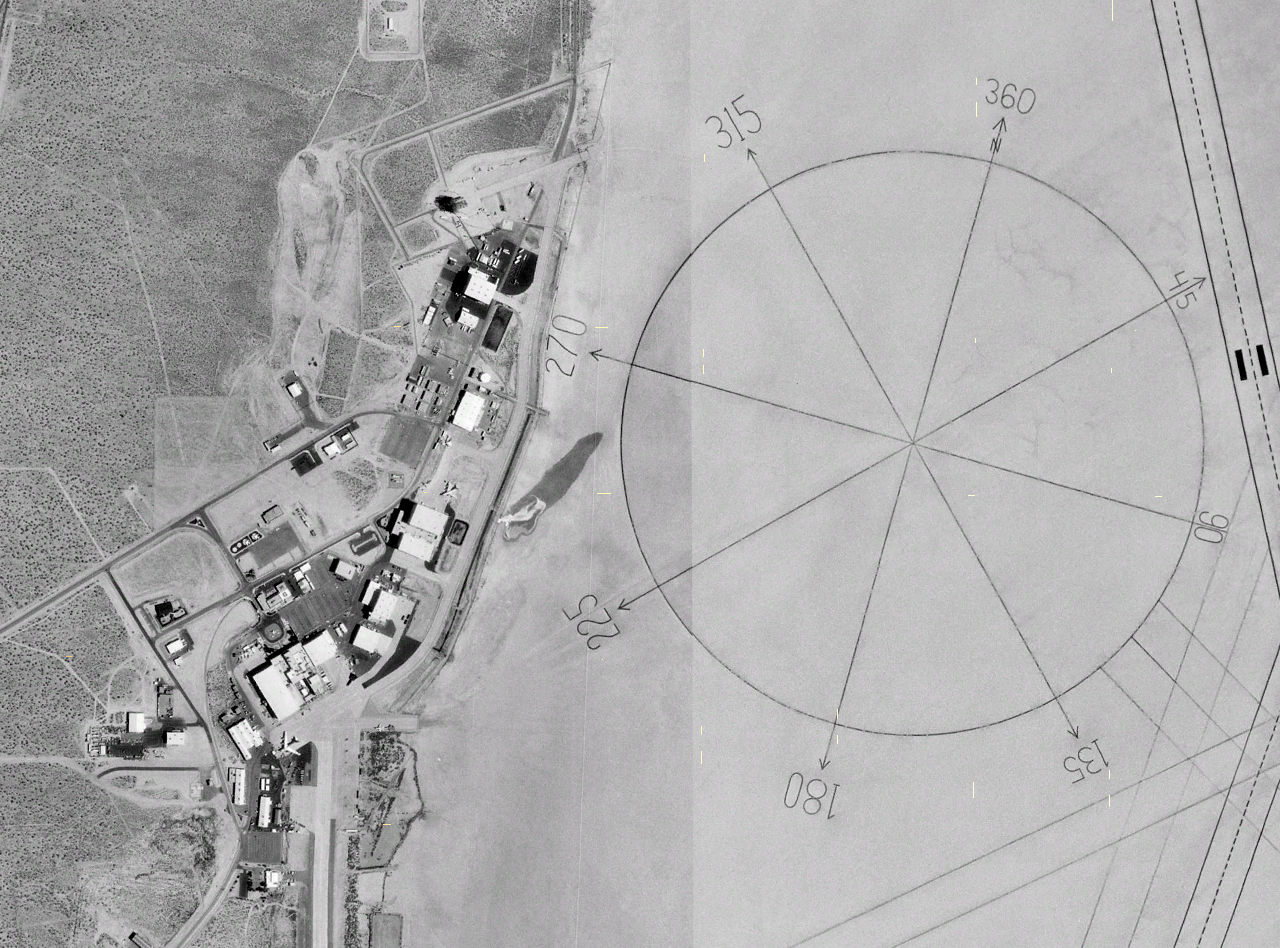
드라이덴 전투기 연구소 옆 호수 바닥에 그려진 세계 최대의 나침도
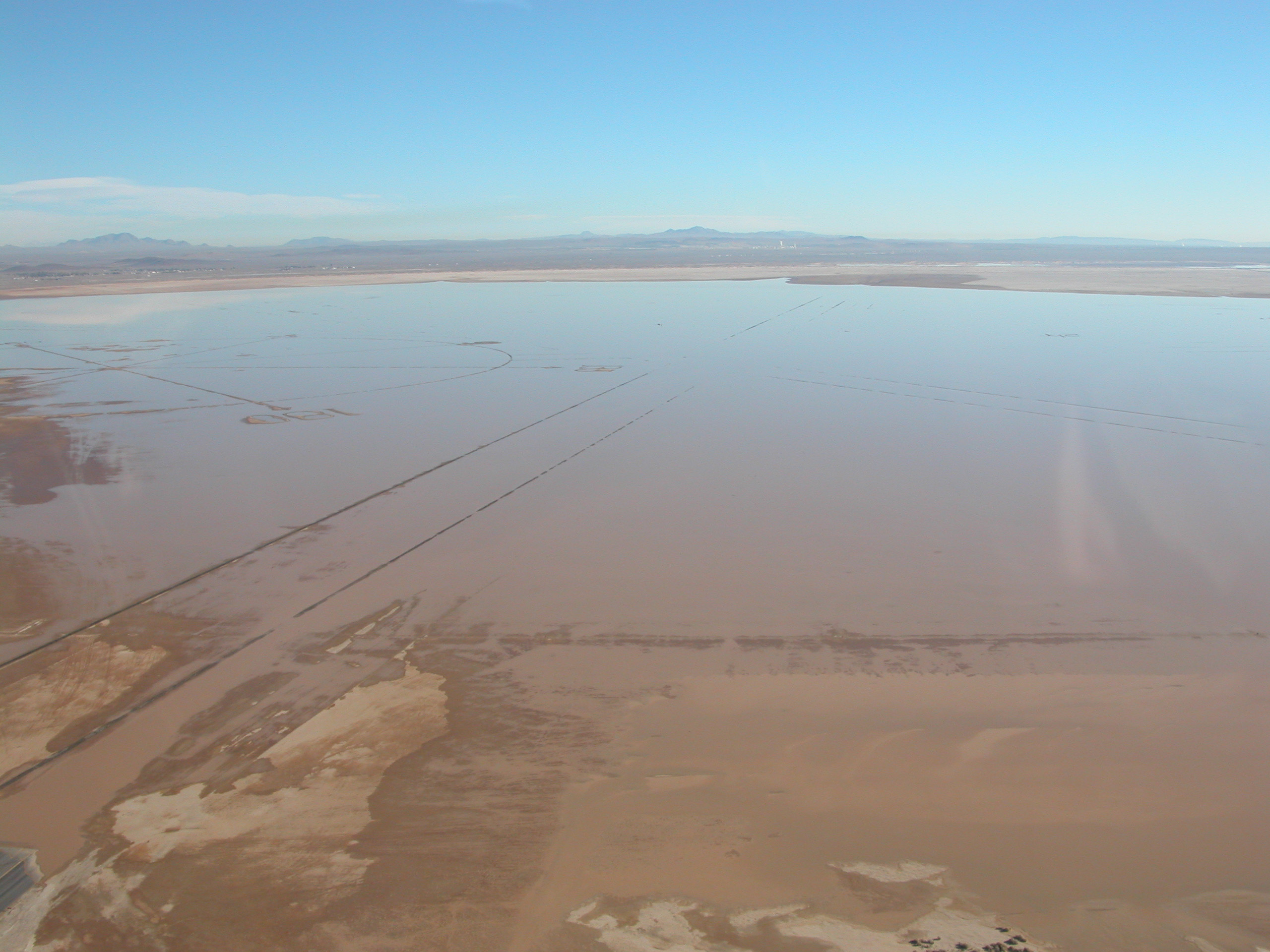
모하비 사막의 우기에 로저 호수에 물이 찬 모습.왼쪽에 나침도가 보인다.
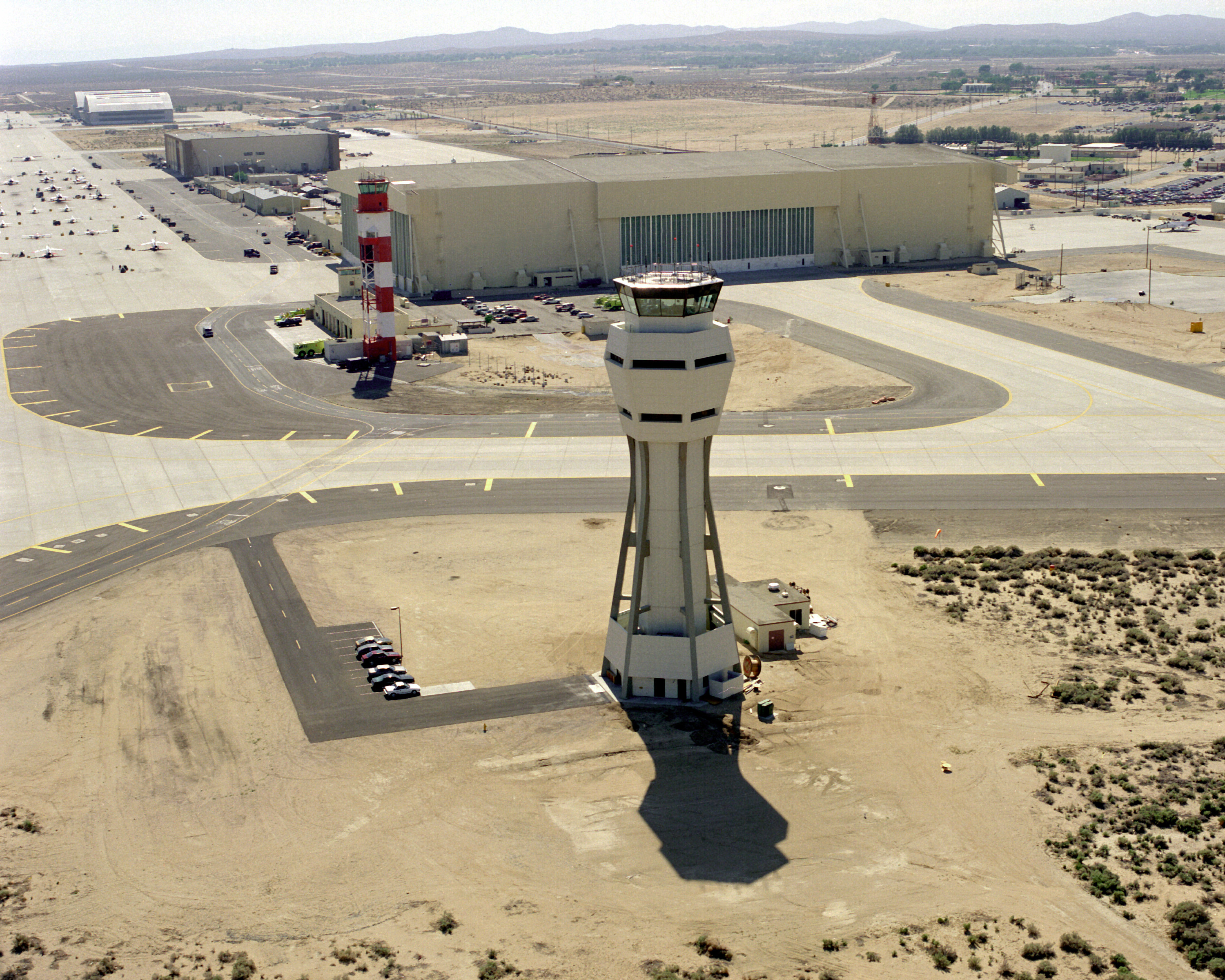
1987년 중앙 관제소 항공사진(뒤로 옛 건물이 보인다.)